# Thècle de Roubaix
Thècle de Roubaix est une vierge, riche évergète et ascète de Roubaix en Flandre française. Elle est fêtée le 20 février.
Jean Cousin dans son Histoire de Tournoi et Arnould de Raisse (Raissius) dans son Auctuaire des Vies des Saints Belges lui donnent les titres de pieuse et bienheureuse Thècle.

## Histoire
Une nuit de septembre 881, pendant son sommeil, elle voit apparaître l'évêque saint Eleuthère. Il lui ordonne de dire à Heidilon, évêque de Tournai et Noyon, de se rendre dans le village de Blandain pour lever de terre ses reliques qu'il trouverait près de l'autel Saint Pierre.
Heidilon, accompagné de Thècle, de plusieurs prélats et abbés, d'une grande partie de son clergé ainsi que de nombreux roubaisiens, se rend sur place et trouve les reliques. À cet instant, Thècle, atteinte de cécité depuis d'innombrables années, recouvre la vue.
Par la suite, elle rend les plus grands services par sa piété et sa vertu à Roubaix et ses environs, notamment dans le hameau de Barbieux. Elle reçoit la sainte communion de l'évêque Heidilon lui-même.
Elle est inhumée dans l'église de Blandain, près de Saint Eleuthère. Ses restes furent ensuite transportés dans une chapelle de ladite église.